# مستشفى ويتشرش
مستشفى وايت شرش كان مستشفى للأمراض النفسية في ويتشرش، وهي منطقة تقع في شمال كارديف. كان يديرها مجلس الصحة بجامعة كارديف وفيل. ولا يزال المستشفى مبنى مدرج من الدرجة الثانية.
توسع عدد سكان كارديف بشكل كبير، من أقل من 20,000 في عام 1851 إلى أكثر من 40,000 في أقل من 20 سنة.
بحلول عام 1890 كان هناك 476 من سكان كارديف محبوسين في ملجأ غلامورغان، في حين احتجز ما بين 500 إلى 600 شخص في مستشفيات بعيدة مثل تشستر وكارمارثن.
في 5 يوليو 1948، وبمجرد دخول الخدمة الصحية الوطنية حيز التنفيذ استولت وزارة الصحة على المستشفى. وبعد إدخال الرعاية في المجتمع في أوائل الثمانينيات، دخل المستشفى في فترة انخفاض قلصت عدد المرضى المقيمين.
في نوفمبر 2010، قرر مجلس الصحة بجامعة كارديف وفيل أنه من الأفضل تركيز جميع خدمات رعاية الصحة العقلية للبالغين في لاندوف.
في أبريل 2016 أغلق المستشفى أبوابه.